# Bojan Isailović
Bojan Isailović (en serbe en écriture cyrillique : Бojaн Иcaилoвић), né le 25 mars 1980 à Belgrade en Yougoslavie, est un footballeur international serbe. Il occupe le poste de gardien de but. 

## Biographie
Isailović commence sa carrière à l'Étoile rouge de Belgrade comme gardien de but remplaçant. En 2002, il part au FK Rad Belgrade. Après quatre ans, il rejoint le FK Sevojno, où il reste seulement un an avant de changer pour le Čukarički Stankom. Il fait ses débuts avec Stankom le 11 août 2007 contre l'Étoile rouge, et récolte un carton jaune. Le 14 décembre 2008, il dispute sa première rencontre avec l'équipe nationale serbe, lors d'un match amical face à la Pologne.
En 2009, il rejoint le Gençlerbirliği SK, mais résilie son contrat quelques mois plus tard. Il retourne donc à Stankom, puis signe au Zagłębie Lubin en janvier 2010. Il y remplace numériquement Yevhen Kopyl, parti au Zarya Louhansk en Ukraine. À son arrivée, il entre en concurrence avec Aleksander Ptak, et le déloge des cages vers la fin du mois de février. Performant, il est appelé en sélection pour la Coupe du monde 2010, lors de laquelle il reste sur les bancs de touche. Titulaire incontestable à Lubin, il joue pratiquement l'ensemble des matches de la saison 2010-2011 et continue sur sa lancée la saison suivante. En début d'année 2012 cependant, il disparait totalement des écrans, puis résilie son contrat.